# William Sabatier (bandonéoniste)
Pour les articles homonymes, voir William Sabatier (homonymie).
William Sabatier (né le 15 octobre 1974 à Issoire dans le Puy-de-Dôme)  est bandonéoniste, compositeur et arrangeur français spécialisé dans le Tango argentin.
Il s'est distingué grâce à son approche et une esthétique unique du bandoneon, tout en exploitant la richesse de l'expression populaire du Tango. Musicien expérimenté, William Sabatier est devenu un interprète majeur de la musique d'Astor Piazzolla. Il est fréquemment invité en tant que soliste par divers orchestres classiques et se produit régulièrement dans les plus grandes salles du monde. Son parcours musical est riche en projets variés qui ont contribué à sa notoriété internationale en tant que virtuose du bandonéon.

## Biographie
William Sabatier est un musicien français né avec le Tango et le bandonéon dans le sang. Il a commencé ses études musicales à l'âge de six ans sous la tutelle de son père, un musicien professionnel. Plus tard, il a été influencé par Olivier Manoury qui l'a initié à des univers musicaux divers et lui a insufflé une forte dose de créativité.
Au fil des années, William Sabatier a exploré différentes créations musicales en tant que compositeur, musicien de scène, et en collaborant avec de nombreux artistes à travers l'Europe. Bien que ses projets artistiques soient parfois lointains du tango, William Sabatier n'a jamais oublié ses racines tangueras et s'est constamment réinventé en redécouvrant la musique de Buenos Aires.
En 2013, il a fondé le "Trio Celebración" avec une admiration pour l'œuvre du bandonéoniste Leopoldo Federico. Il a également collaboré avec Roger Helou pour sortir en 2021 le disque "Entrador!".
En 2009, William Sabatier a été invité par le chef d'orchestre Leonardo Garcia Alarcón à se produire sur son programme "Monteverdi-Piazzolla", créé au festival de musique baroque d'Ambronay. C'est à cette occasion qu'il a rencontré le chanteur de tango Diego Flores. Depuis 2011, leur programme "Cancionero Porteño" a été présenté en Europe et en Amérique latine.
Au cours des dix dernières années, William Sabatier a multiplié les concerts avec le quatuor suisse Terpsycordes en Europe. De cette collaboration est née en 2014 la première suite pour bandonéon et quatuor à cordes écrite par William Sabatier, "Les hommes de Piaf", qui figure sur le disque "Piaf/Piazzolla".
Depuis plus de vingt ans, William Sabatier a développé une carrière de soliste de renom. Il est régulièrement invité par les plus prestigieux orchestres classiques, tels que l'Orchestre National d'Auvergne, Les Violons du Roy, l'Orchestre Philharmonique de Radio France, le Südwestdeutsches Kammerorchester Pforzheim, l'Orchestre Philharmonique de Strasbourg, le Nederlands Kamerorkest et l'Orchestre de Chambre de Genève. En tant qu'interprète et arrangeur de référence de l'œuvre d'Astor Piazzolla, il est sollicité pour se produire sur les plus grandes scènes, telles que le Wigmore Hall à Londres, le Tchaïkovski Hall à Moscou, la Salle Pleyel à Paris, le Concertgebouw d'Amsterdam, le Flageay à Bruxelles et le Victoria Hall de Genève. En 2021, à l'occasion du centenaire d'Astor Piazzolla, William Sabatier a sorti l'intégrale des concertos pour bandonéon en collaboration avec l'Orchestre Dijon-Bourgogne sous la direction de Leonardo Gracia Alarcon chez Fuga Libera. En septembre 2022, il a également participé à la création mondiale de l'oratorio de Leonardo Garcia Alarcon "La Passione di Gesù".

## Influences
Très jeune, William Sabatier rencontre le tango au contact de son père. Il est alors très marqué par une esthétique à la française du tango, comme le bandonéoniste Marcel Feijoo qu'il côtoiera vers 11 ans. Rapidement, il découvre les enregistrements de l'inévitable Astor Piazzolla qui l'influencera toute son adolescence. C'est d'ailleurs après une rencontre avec le maitre argentin en 1989, qu'il s'implique corps et âme dans l'étude de son instrument. Aujourd'hui sa manière de pensée le bandonéon est profondément encrée dans le jeu des bandonéonistes populaires des années 50/60 comme Leopoldo Federico, Julio Ahumada, Anibal Troilo.
Son amour pour le jazz et l'improvisation, est également une influence importante chez William Sabatier. Il cite les jazzmen, John Coltrane, Herbie hancock, Wayne Shorter, Dave Liebman et Richie Beirach. C'est sûrement grâce à l'improvisation qu'il utilise dans le tango, qu'il déploie toute sa singularité.

## Prix & Récompenses
- Premier vainqueur de la catégorie 7 bandonéon du quarante-troisième International Accordion-Competition Klingenthal en 2006

## Bandonéon

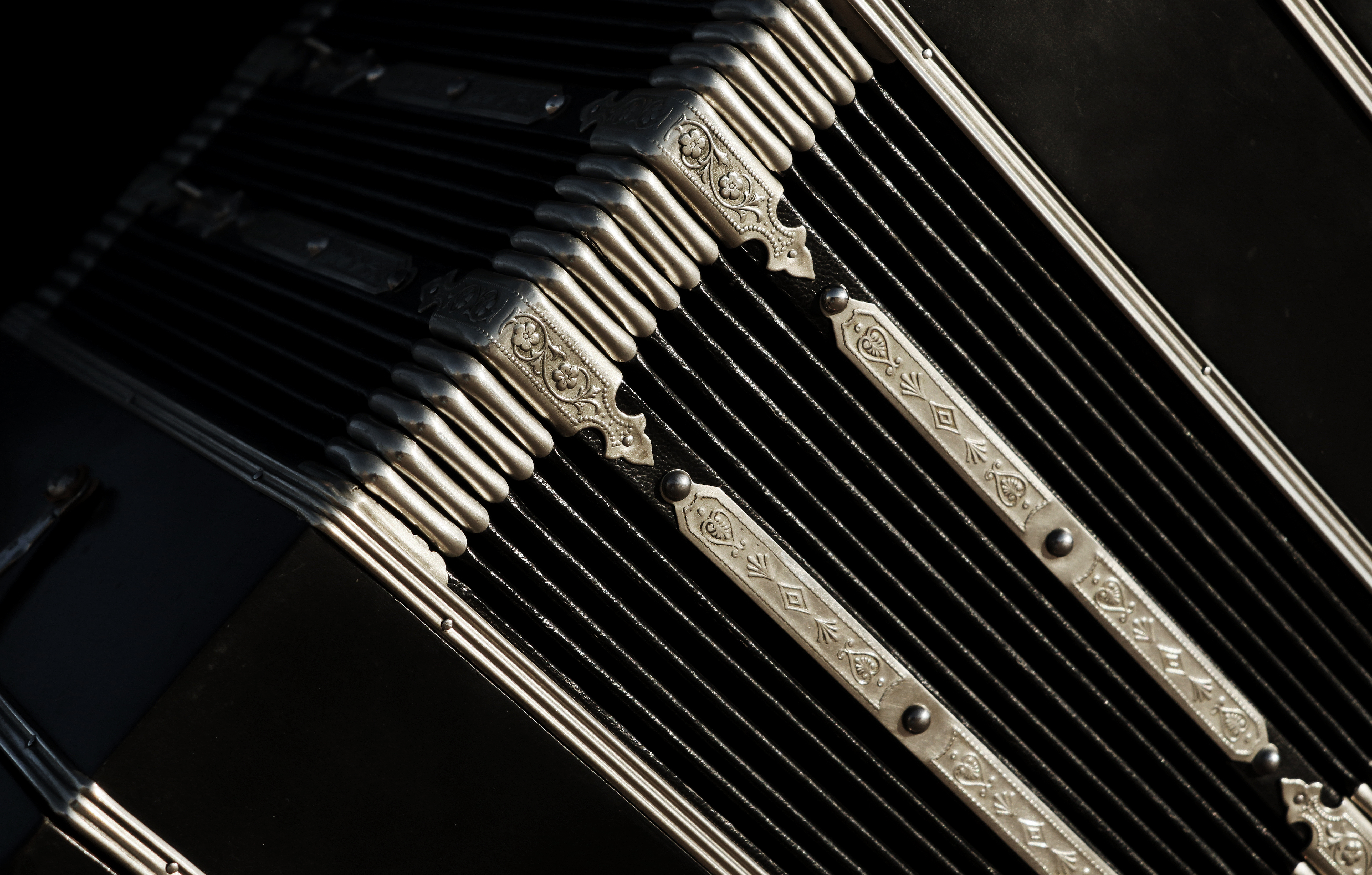
Bandoneon Doble A par Alfred Arnold - 1939

William Sabatier joue plusieurs bandonéons Alfred Arnold Doble A des années 30  
- un modèle "negro liso" de 1939 avec un système Peguri dit d'entre deux guerres.
- un modèle "Nacarado" de 1937 avec un système Peguri dit d'entre deux guerres.
- un modèle "Nacarado" de 1936 avec un système Peguri dit d'entre deux guerres. Instrument ayant appartenu à l'accordéoniste Jo Privat
- un modèle "negro liso" de 1939 avec un système Peguri dit d'entre deux guerres. Instrument ayant appartenu au bandonéoniste Marcel Feijoo

## Discographie

### En sideman
- Eric Chapelle Trio & William Sabatier - FreeTango - 1998 - autoproduction - avec Eric Chapelle, Daniel Mayerau et Richard Héry
- Eric Chapelle - Face Au Silence - 1998 - autoproduction - avec Eric Chapelle, Daniel Mayerau et Richard Héry
- Tanguardia - Cuarteto - 1999 - autoproduction - Anne Pages, Thierry Croenne, Jean Marc Fouché
- Monteverdi-Piazzolla - Una Utopia Argentina - 2012 - Leonardo Garcia Alarcón & La Cappella Mediterranea - Label : Ambronay Editions - AMY034

### En coleader
- Trio PSP - Las Siluetas Porteñas - 2005 - Label l'autre planète - avec Ciro Perez et Norberto Pedreira
- Duo Diego Flores & William Sabatier - Cancionero Porteño Desde Carlos Gardel - 2014 - Label Ambronay Editions - avec Ciro Perez en guest
- William Sabatier & Quatuor Terpsycordes - Piazzolla/Piaf - 2016 - Label Fuga Libera (Outhere)
- Duo Roger Helou & William Sabatier - Entrador - 2021- Label EPSA

- William Sabatier, Orchestre Dijon Bourgogne, dir. Leonardo Garcia-Alarcon, Emilie Aridon-Kociolek - Piazzolla Concertos - 2021 - Label Fuga Libera (Outhere)
- William Sabatier, Orchestre National d'Auvergne-Rhône-Alpes,  Piazzolla Intime - 2022 - Label OnA